# Memorial Hubert Wagner 2016
Il Memorial Hubert Wagner 2016 si è svolto dal 17 al 19 maggio 2016 a Cracovia, in Polonia: al torneo hanno partecipato quattro squadre nazionali e la vittoria finale è andata per la prima volta alla Bulgaria.

## Impianti
|                                                                     |  |  |
|                                                                     |  |  |
| Kraków Arena Città: Cracovia Capienza: 15 328 Anno d'apertura: 2014 |  |  |

## Regolamento

### Formula
Le squadre hanno disputato un'unica fase con formula del girone all'italiana.

### Criteri di classifica
Se il risultato finale è stato di 3-0 o 3-1 sono stati assegnati 3 punti alla squadra vincente e 0 a quella sconfitta, se il risultato finale è stato di 3-2 sono stati assegnati 2 punti alla squadra vincente e 1 a quella sconfitta.
L'ordine del posizionamento in classifica è stato definito in base a:
- Punti;
- Ratio dei set vinti/persi;
- Ratio dei punti realizzati/subiti.

## Squadre partecipanti
| Squadra  | Qualificazione      | Ultima partecipazione       |
| -------- | ------------------- | --------------------------- |
| Belgio   | Wild card           | Debutto                     |
| Bulgaria | Wild card           | Memorial Hubert Wagner 2014 |
| Serbia   | Wild card           | Memorial Hubert Wagner 2009 |
| Polonia  | Paese organizzatore | Memorial Hubert Wagner 2015 |

## Torneo

### Risultati
| 17 maggio 2016 Kraków Arena, Cracovia Durata: ? - Spettatori: ? | Belgio   | 2 - 3 | Serbia   | 22-25, 25-16, 21-25, 25-23, 12-15 |
| 17 maggio 2016 Kraków Arena, Cracovia Durata: ? - Spettatori: ? | Polonia  | 2 - 3 | Bulgaria | 21-25, 25-21, 21-25, 26-24, 12-15 |
| 18 maggio 2016 Kraków Arena, Cracovia Durata: ? - Spettatori: ? | Bulgaria | 3 - 2 | Serbia   | 25-20, 16-25, 25-14, 22-25, 16-14 |
| 18 maggio 2016 Kraków Arena, Cracovia Durata: ? - Spettatori: ? | Polonia  | 3 - 1 | Belgio   | 20-25, 25-16, 25-20, 25-22        |
| 19 maggio 2016 Kraków Arena, Cracovia Durata: ? - Spettatori: ? | Belgio   | 0 - 3 | Bulgaria | 10-25, 22-25, 23-25               |
| 19 maggio 2016 Kraków Arena, Cracovia Durata: ? - Spettatori: ? | Polonia  | 2 - 3 | Serbia   | 25-17, 25-22, 18-25, 19-25, 11-15 |

### Classifica
| Pos | Squadra  | Pt | G | V | P | SV | SP | Ratio | PF  | PS  | Ratio |
| --- | -------- | -- | - | - | - | -- | -- | ----- | --- | --- | ----- |
| 1   | Bulgaria | 7  | 3 | 3 | 0 | 9  | 4  | 2.250 | 289 | 258 | 1.120 |
| 2   | Serbia   | 5  | 3 | 2 | 1 | 8  | 7  | 1.142 | 306 | 307 | 0.996 |
| 3   | Polonia  | 5  | 3 | 1 | 2 | 7  | 7  | 1.000 | 298 | 297 | 1.003 |
| 4   | Belgio   | 1  | 3 | 0 | 3 | 3  | 9  | 0.333 | 243 | 274 | 0.886 |

## Classifica finale
| Pos | Squadra  | Rosa |
| --- | -------- | --- |
|     | Bulgaria | Formazione: 1 Agontsev, 2 Seganov, 3 Sokolov, 4 Gradinarov, 5 Bayrev, 6 Penčev, 7 Skrimov, 8 Ananiev, 9 Penčev, 10 Marinkov, 11 Josifov, 12 Todorov, 13 Grozdanov, 14 Gocev, 15 Ivanov, 16 Božilov, CT: Konstantinov                                                                            |
|     | Serbia   | Formazione: 1 Okolić, 2 Kovačević, 3 Katić, 4 Petrić, 5 Brđović, 6 Škundrić, 7 Stanković, 8 Ivović, 9 Jovović, 10 Nikić, 11 Buculjević, 12 Blagojević, 13 Jakovljević, 14 Atanasijević, 15 Starović, 16 Luburić, 17 Majstorović, 18 Podraščanin, 19 Rosić, 20 Lisinac, 21 Krsmanović, CT: Grbić |
|     | Polonia  | Formazione: 1 Nowakowski, 3 Konarski, 6 Kurek, 7 Kłos, 11 Drzyzga, 12 Łomacz, 13 Kubiak, 15 Gacek, 17 Zatorski, 18 Możdżonek, 20 Mika, 21 Buszek, 23 Bieniek, 25 Szalpuk, CT: Antiga |
| 4   | Belgio   | |

## Premi individuali
| Premio                | Nome             | Squadra  |
| --------------------- | ---------------- | -------- |
| MVP                   | Cvetan Sokolov   | Bulgaria |
| Miglior palleggiatore | Georgi Seganov   | Bulgaria |
| Miglior opposto       | Bartosz Kurek    | Polonia  |
| Miglior schiacciatore | Michał Kubiak    | Polonia  |
| Miglior schiacciatore | Uroš Kovačević   | Serbia   |
| Miglior centrale      | Srećko Lisinac   | Serbia   |
| Miglior centrale      | Teodor Todorov   | Bulgaria |
| Miglior libero        | Vladislav Ivanov | Bulgaria |